# Château d'Is
Le château d'Is se situe sur la commune d'Onet-le-Château, près de Rodez dans le département de l'Aveyron, en France.

## Localisation
Le château d'Is est situé sur le causse, à 4 km au sud-ouest d’Onet-le-Château entre la voie romaine allant de Rodez à Cahors et la draille de transhumance du Quercy à l’Aubrac en passant par Labro.

## Historique
Les parties  les plus anciennes datent du XIIe siècle et proviennent d’une des nombreuses granges de l’abbaye de Bonnecombe. Celle-ci s’étendait sur 200 hectares, jusqu’aux rives de l’Aveyron. La tour de guet apparaît au XIVe siècle. Le domaine, mis en fermage sous le régime de la commende qui entraîne une chute des vocations, périclite et échappe de peu à la démolition avant d’être vendu à la Révolution. 
Racheté en 1811 par Pierre Cabrol de Mouté, il passe entre diverses mains pour revenir en 1850 à Louis Marie Frédéric de Roquefeuil qui transforme la ferme en château néo-Renaissance. Les travaux se poursuivent avec Gustave Solanet, mégissier à Millau, qui en fait sa demeure d’été. Son petit-fils Aymar Solanet qui en hérite en 1967 le vend à la famille Cazelles en 1990. Depuis cette date, les propriétaires actuels y font vivre la mémoire des cisterciens à travers les siècles, au sein de l’association Cisterciens en Rouergue,.

## Architecture
L’entrée principale, sur le côté du château, présente une large arche qui subsiste de l’époque médiévale et qui menait à une grande cour où étaient stockées les céréales. La grange a été modifiée à la Renaissance comme en témoigne la tour carrée, qui flanque le logis, à l’ouest, et les petits jours couverts de larmiers de la façade sud. Le logis a été très largement remanié vers 1850, et doté, à la fin du siècle, de vastes dépendances agricoles pour la culture céréalière et l’élevage.